# Enrique Salgueiro
Enrique Salgueiro Alonso (Redondela, 2 mei 1981) is een Spaans wielrenner.
Enrique Salgueiro begon zijn profcarrière in 2003 bij het Portugese Beppi-Pepolim. Na in 2005 naar het Spaanse Spiuk-Semar overgestapt te zijn behaalde hij zeges in twee kleinere etappekoersen.

## Belangrijkste overwinningen
2005
- 2e etappe Ronde van Léon
- Eindklassement Ronde van Léon

2006
- 2e etappe Ronde van de Pyreneeën
- Eindklassement Ronde van de Pyreneeën

2009
- 2e etappe Ronde van Mallorca
- Eindklassement Ronde van Galicia
- 3e etappe Ronde van Extremadura
- 1e etappe Ronde van Coruña
- 2e etappe Ronde van Coruña

2010
- 5e etappe Ronde van Léon

2011
- 2e etappe Trofeo Joaquim Agostinho